# Nissan Cube
Nissan Cube (укр. Ніссан Куб) — субкомпактвен, представлений в 1998 році і продається на японському ринку. Тепер також продається на ринках Північної Америки і Європи.

## Перше покоління

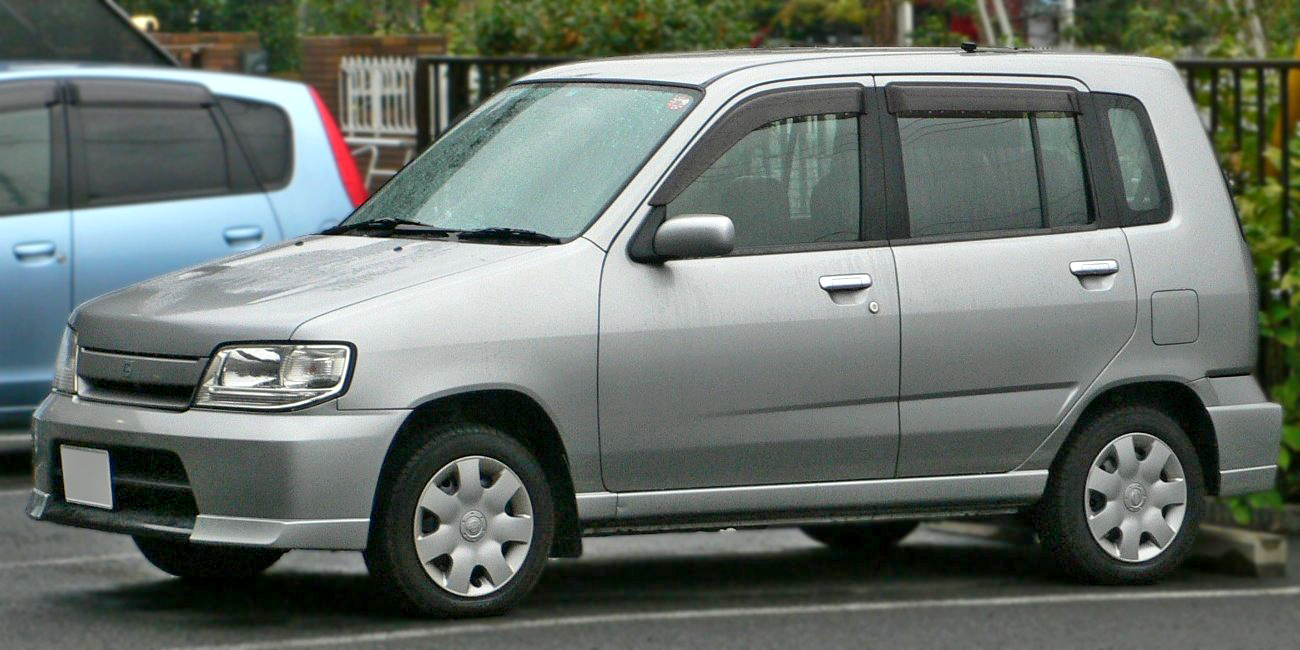
Nissan Cube Z10 (1998-2002)

Перше покоління (заводський індекс Z10) було представлено в 1998 році. Автомобіль був побудований на платформі Nissan Micra (відомий як Nissan March на південно-азійському ринку). У модельному ряду модель знаходилася між Nissan Micra і Nissan Sunny. Незважаючи на те, що автомобіль виробляли для внутрішнього ринку, його також експортували у Велику Британію, Австралію і Гонгконг.

## Друге покоління

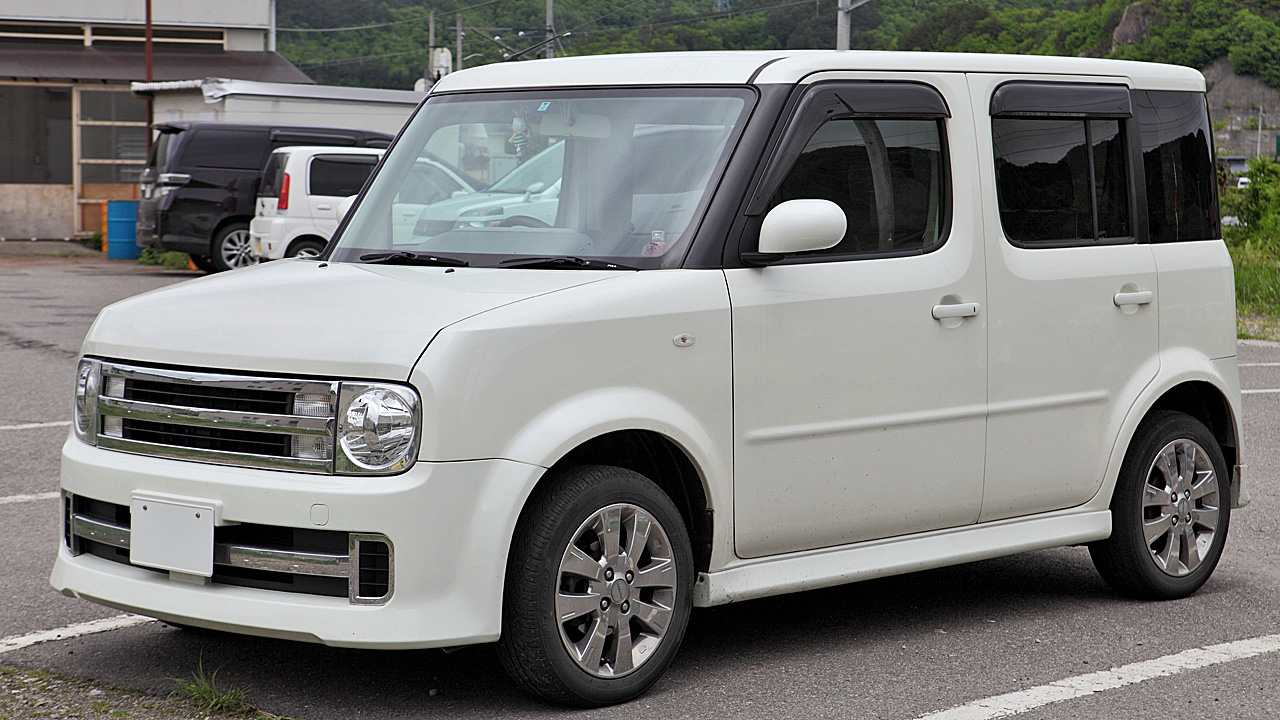
Nissan Cube Z11 (2002-2008)

Друге покоління було представлене в 2002 році і базувалося на 3 поколінні Nissan Micra. У 2003 - 2008 роках автомобіль експортувався у Велику Британію. У 2008 році на Нью-Йоркському автошоу була представлена електрична версія Cube на Літій-іонних батареях.

## Третє покоління

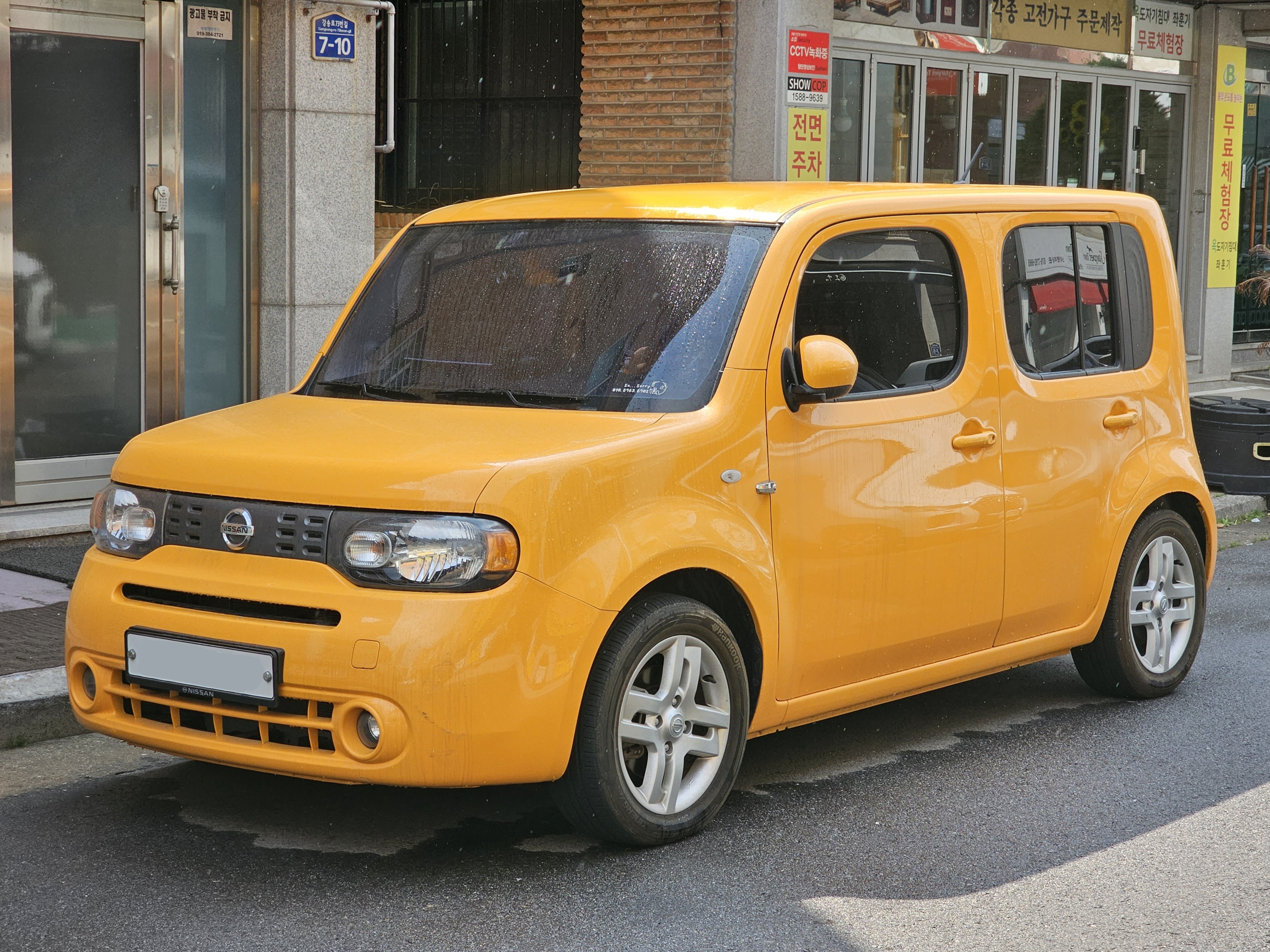
Nissan Cube Z12 (з 2008)

Третє покоління було представлено 19 листопада 2008 року на Автосалоні в Лос-Анджелесі. Спочатку продажі почалися в Японії і США а пізніше і в Європі. Попередні два покоління офіційно продавалися лише у Японії. Продажі у США почалися з 5 травня 2009 року.
В новій моделі привертало увагу асиметричне заднє скло. Також для автівок з правим и лівим розташуванням керма відрізнялось і відкривання задньої двері (петлі кріплення двері завжди на стороні керма).
Двигуни для різних країн відрізнялися. Так для Японії встановлювали 1,5 літровий 16 клапанний двигун Nissan HR, для Північной Америки - чотирециліндровий двигун 1.8 літровий з лінійки MR, у Європі використовувались два типи двигунів, це бензиновий HR 1.6 та дизельний 1.5 dCi. Наприкінці 2014 модельного року Cube було припинено на ринку Північної Америки через низькі продажі.  Виробництво для японського ринку тривало щонайменше до грудня 2019 року. 

## Нагороди
- 2009 рік - видання Kelley Blue Book помістило автомобіль в Топ-10 серед найкращих машин до 18000$
- 2010 рік - найкращий міні-MPV за версією IIHS
- 2010 рік - найкращий дизайн
- 2010 рік - видання Kelley Blue Book помістило автомобіль в Топ-10 найкращих автомобілів для подорожей
- 2010 рік - найкращий автомобіль для власників собак за версією ААА
- 2010 рік - найкращий автомобіль у своєму класі